# Xylophagus splendidus
Xylophagus splendidus är en tvåvingeart som beskrevs av Jozsef Majer 1985. Xylophagus splendidus ingår i släktet Xylophagus och familjen vedflugor.
Artens utbredningsområde är Mongoliet. Inga underarter finns listade i Catalogue of Life.